# Middle Assendon
Middle Assendon – wieś w Anglii, w hrabstwie Oxfordshire, w dystrykcie South Oxfordshire. Leży 31 km na południowy wschód od Oksfordu i 57 km na zachód od Londynu.